# Encore Une Fois
Az Encore Une Fois (magyarul: Még egyszer) egy dal a német Sash! előadásában, mely 1997 januárjában jelent meg második kislemezként az It's My Life – The Album című első stúdióalbumról. A dal az egész világon hatalmas siker volt, és Sash! máig egyik legnagyobb slágere. A dal Sabine Ohmes francia nyelvű énekét is tartalmazza. Mind az original változat, mind a Future Breeze remix sikeres volt a klubokban.

## Slágerlistás helyezések
A dal világszerte ismert és sikeres volt, mely 1997 februárjában jelent meg az Egyesült Királyságban, ahol a 2. helyezést érte el, majd arany státuszt kapott.
A dal Németországban a 20. helyezést érte el, de sláger volt Ausztriában, Svájcban, Hollandiában. Franciaországban, Belgiumban, Svédországban, Finnországban, és Norvégiában a csúcsokat döntögette.
Az Egyesült Államokban a Billboard Hot Dance Club Play slágerlistán 11 héten át volt első helyezett.
A dalnak két hivatalos változata létezik, melyből az egyik eredeti, melyet a videóklipben is felhasználtak , ez hallható Sash! debütáló albumán is, majd a Future Breeze változat, mely a dal sokkal keményebb verziója. Ez bónuszként szerepel Sash! It’s My Life – The Album című lemezén.
11 évvel az első kiadás után a dal újra Top 40-es slágerlistás helyezést ért el a Raindrops mash up részeként, ugyanis ebben a dalban hallható az „Encore une fois” refrénként.
A dalt az 1998-1999-es évben a L’Oréal is felhasználta az Elseve samponok reklámozására. Ezt a magyar nézők is láthatták.

## Megjelenések
12"  UK Multiply Records – 12MULTY 18
- A1	Encore Une Fois (Future Breeze) 6:27 Remix – Future Breeze
- A2	Encore Une Fois (Dancing Divaz Club Mix) 7:22 Remix – Dancing Divaz
- B1	Encore Une Fois (The PowerPlant 'Toke On This' Mix) 9:40 Remix – Powerplant

12"  GER X-IT Records – X-IT 021
- A1	Encore Une Fois (Original 12") 6:28
- A2	Encore Une Fois (La Casa Di Tokapi) 5:19 Remix – Tokapi
- 1A	Encore Une Fois (Future Breeze) 6:25 Remix – Future Breeze
- 1B	Encore Une Fois (Merlyn & Chuck Mellow) 5:50 Remix – Merlyn & Chuck Mellow

## Slágerlista
| Slágerlista (1997)                   | Legjobb helyezés |
| ------------------------------------ | ---------------- |
| Ausztrália (ARIA)                    | 35               |
| Ausztria (Ö3 Austria Top 40)         | 13               |
| Belgium (Ultratop 50 Flanders)       | 5                |
| Belgium (Ultratop 50 Wallonia)       | 5                |
| Belgium Dance (Ultratop)             | 2                |
| Denmark (IFPI)                       | 3                |
| Europe (Eurochart Hot 100)           | 2                |
| Finnország (Singlet Top 20)          | 5                |
| Franciaország (Single Top 100)       | 7                |
| Németország (Media Control Charts)   | 16               |
| Iceland (Íslenski Listinn Topp 40)   | 5                |
| Ireland (IRMA)                       | 1                |
| Italy (Hit Parade Italia)            | 4                |
| Hollandia (Top 40)                   | 9                |
| Hollandia (Single Top 100)           | 14               |
| Új-Zéland (Recorded Music NZ)        | 34               |
| Norvégia (VG-lista)                  | 4                |
| Scotland (Official Charts Company)   | 2                |
| Spain (AFYVE)                        | 5                |
| Svédország (Sverigetopplistan)       | 6                |
| Svájc (Schweizer Hitparade)          | 13               |
| UK Singles (Official Charts Company) | 2                |
| UK Dance (Official Charts Company)   | 1                |
| US Billboard Hot Dance Club Play     | 1                |
| US Bubbling Under Hot 100 Singles    | 12               |

### Év végi összesítések
| Slágerlista(1997)                    | Helyezés |
| ------------------------------------ | -------- |
| Németország (Official German Charts) | 96       |

## Külső hivatkozások
- A dal videóklipje[28]
- Dalszöveg[29]